# Llŷn

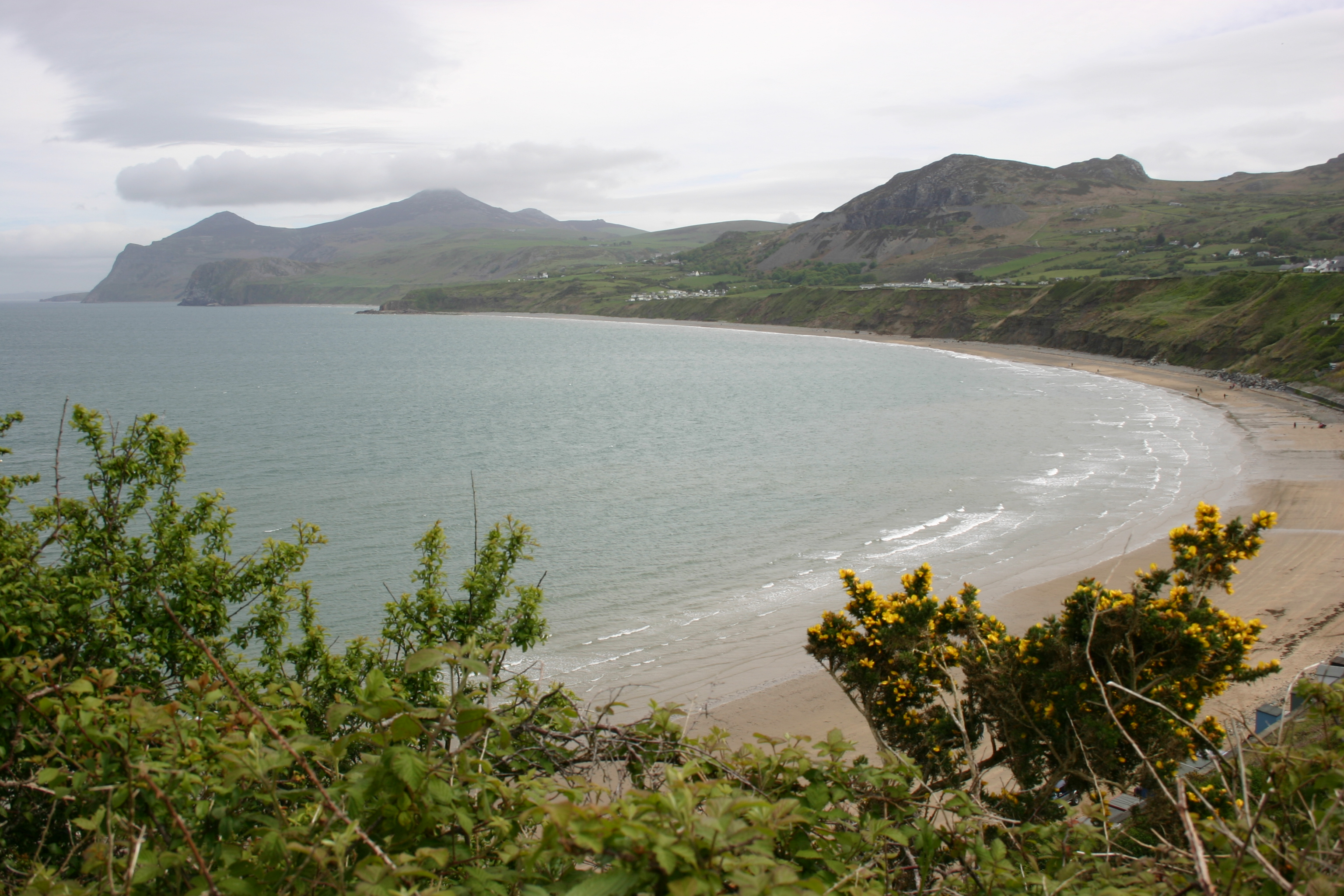
Llŷn nära Nefyn.

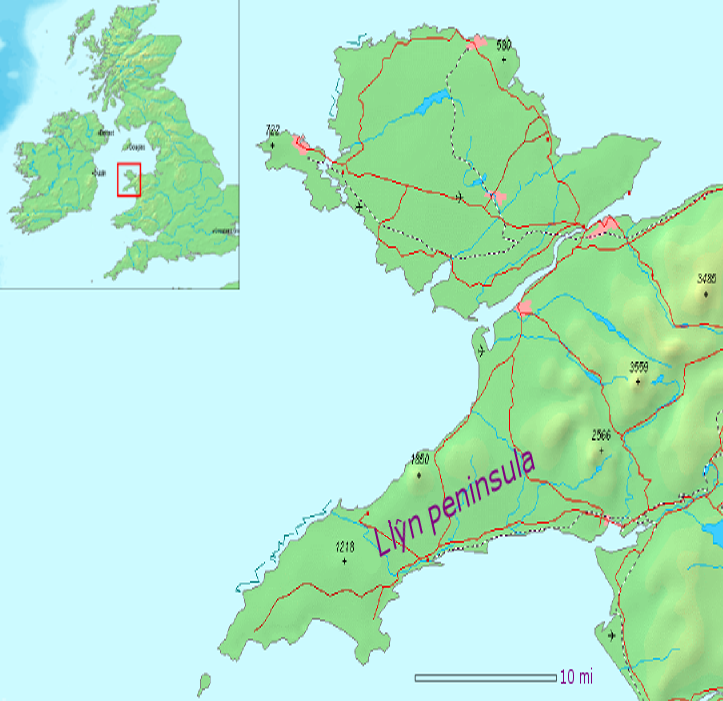
Lokaliseringskarta

Llŷn (ibland hos engelskspråkiga Lleyn) är en halvö som sträcker sig 48 kilometer ut i Irländska sjön från nordvästliga Wales, sydväst om ön Anglesey. Det är en del av grevskapet Gwynedd. Namnet tros vara av irländsk härkomst, och ha samma rot som ordet Leinster, 'Laighin' på iriska. Över halvön vandrade traditionellt pilgrimer till ön Bardsey, och är idag ett populärt turistmål.
På Llŷn finns många skyddade områden, inklusive ett nationellt naturreservat vid Cors Geirch, en kustlinje som är klassad som nationsarv, samt ett europeiskt maritimt specialskyddsområde. Dessutom finns 20 platser av speciellt vetenskapligt intresse. Mycket av kustlinjen och de före detta vulkaniska kullarna bildar ett av de fem områden i Wales som är klassade som 'Område av utomordentlig naturlig skönhet' (Ardal o Harddwch Naturiol Eithriadol).
Områdets relativa isolering har hjälpt det att bevara det kymriska språket och den walesiska kulturen. En undersökning som gjordes i walesiska skolor år 2003 visade att ungefär 94% av barnen mellan 3 och 15 års ålder kunde tala walesiska.
Några orter på Llŷnhalvön är:
- Aberdaron
- Abersoch
- Criccieth
- Llanbedrog
- Mynytho
- Nefyn
- Pwllheli
- Trefor

De huvudsakliga kullarna är:
- Yr Eifl
- Gyrn Ddu
- Carn Fadryn
- Mynydd Rhiw
- Garn Boduan

Den 19 juli 1984 inträffade en jordbävning under halvön, den mätte 5,4 på Richterskalan, och kändes av i stora delar av Irland och västra Storbritannien.